# Makiko Tomita
Pour les articles homonymes, voir Tomita.

a Compétitions nationales et continentales officielles uniquement.

b Matchs officiels uniquement.
Dernière mise à jour le 15 juillet 2022.
Makiko Tomita (冨田 真紀子, Makiko Tomita), née le 2 août 1991 à Okayama (Japon), est une joueuse internationale japonaise de rugby à XV et internationale de rugby à sept.

## Biographie
Née le 2 août 1991, elle commence le rugby à XV à l’âge de quinze ans, après avoir pratiqué plusieurs sports et notamment du basket-ball. Depuis 2008, elle étudie l'anglais et continue ses études dans de nombreux pays comme l'Australie, l'Écosse ou encore la Nouvelle-Zélande où elle a joué au rugby.
Elle a participé aux Jeux asiatiques de 2010.
Tomita a étudié à l'université Waseda au Japon, au sein de la School of International Liberal Studies.
Tomita a été sélectionnée pour le Tournoi de rugby à sept aux Jeux olympiques de 2016 avec l'équipe du Japon,,.
Elle a été appelée dans l'équipe japonaise à XV pour la Coupe du monde 2017. Durant la compétition, elle a été citée pour un plaquage dangereux lors de leur match contre la France.
Elle est capitaine de l’équipe nationale à sept lors du Tournoi aux Jeux olympiques de Tokyo de 2020.
En club, Tomita rejoint le Lons Section paloise rugby féminin au début de la saison 2021-2022. L'objectif est d'aider les Lonsoises à se qualifier pour les demi-finales. Elle est ainsi la première joueuse japonaise à évoluer en première division du championnat de France féminin de rugby à XV.